# Полевая (река, впадает в Выборгский залив)
Полевая (фин. Tervajoki) — река в Финляндии (Южная Карелия) и России (Селезнёвское сельское поселение Выборгского района Ленинградской области). Длина реки — 22 км.
Река берёт начало из озера Пойккисарканен на высоте 47,9 м над уровнем моря и далее течёт преимущественно в юго-восточном направлении.
Река в общей сложности имеет 77 притоков суммарной длиной 138 км, два из которых несут в Полевую воды озёр Уконъярви и Подпорожистого.
Протекает через озеро Ушаковское и впадает в Выборгский залив Финского залива.
В устье реки располагается посёлок Большое Поле.
Название реки переводится с финского языка как «смоляная река».
Код объекта в государственном водном реестре — 01040300512102000008034.